# 도쿄항 병단
도쿄항 병단(일본어: 東京湾兵団 도쿄완 헤이단[*])은 일본 본토 전역에 대비하여 도쿄항을 방어하기 위해 일본 제국 육군이 만든 군단급 병단이다. 통칭호는 房 후사[*]集団

## 역사
본토결전에 대비하여 1945년 월에 창설된 도쿄항 수비병단이 제12방면군으로 재편성되자, 도쿄항 수비병단의 역할을 할 도쿄항 병단을 제12방면군 예속부대로서 6월 19일에 창설하였다. 다테야먀에 사령부를 설치하고, 도쿄항 요새와 제3차 병비사단인 제354사단와 독립혼성 제96, 114여단을 통제하였다.

## 지휘부
- 사령관: 중장 오바 시헤이(일본어판), (육사 22기: 1945년 6월 15일 ~ 종전)
- 참모장: 대좌 水野桂三 미즈노 가쓰라[*] (육사 30기: 1945년 7월 1일 ~ 종전)
- 작전주임참모: 중좌 야마우치 도모아키(일본어판)

## 부대
- 제354사단 (武甲 병단)
  - 보병 제331연대 (미조노구치): 대좌 鈴木文夫 스즈키 후미오[*]
  - 보병 제332연대 (고후): 대좌 大沢進一 오사와 신이치[*]
  - 보병 제333연대 (사쿠라): 중좌 萩野健雄 하기노 겐오[*]
  - 제354사단 분진포대
  - 제354사단 공병대
  - 제354사단 통신대
  - 제354사단 치중병중대
  - 제354사단 야전병원
- 독립혼성 제96여단 (幡 하타[*] 병단, 도쿄): 소장 恵藤第四郎 에토 다이시로[*][1]
  - 독립보병 제655대대: 대좌 大谷武夫 오타니 다케오[*]
  - 독립보병 제656대대
  - 독립보병 제657대대
  - 독립보병 제658대대
  - 독립보병 제659대대
  - 독립보병 제660대대
  - 독립혼성 제96여단 공병대
- 독립혼성 제114여단 (房 후사[*] 병단, 나가노): 소장 야나세 마코토(일본어판)[2]
  - 독립보병 제690대대
  - 독립보병 제691대대
  - 독립보병 제692대대
  - 독립보병 제693대대
  - 독립보병 제694대대
  - 독립보병 제695대대
  - 독립혼성 제114여단 포병대
  - 독립혼성 제114여단 공병대
  - 독립혼성 제114여단 통신대
- 도쿄항 요새 사령부: 중장 오바 시헤이 겸임
  - 도쿄항 요새 중포병연대: 대좌 黒岩直一 구로이와 나오이치[*]
  - 도쿄항 요새 제1포병대
  - 도쿄항 요새 제2포병대
  - 도쿄항 요새 제1공병대
  - 도쿄항 요새 제2공병대
  - 도쿄항 요새 통신대

그외 직속부대
- 야전중포병 제6대대
- 박격포 제6대대
- 독립공병 제100대대 (미편성)
- 특설경비 제29중대

## 같이 보기
- 도쿄 방위군

## 참고
1. ↑  “独立混成第９６旅団” (일본어). 2023년 7월 9일에 확인함.
2. ↑  “独立混成第１１４旅団” (일본어). 2023년 7월 9일에 확인함.